# Springfield (Vermont)
Springfield je město v americkém státě Vermont. Springfield se nachází v okresu Windsor County. Podle sčítání obyvatel v roce 2010 má 9 373 obyvatel. Rozloha města je 128,1 km2, z čehož 0,4 km2 je vodní plocha.